# Хенихен
Хенихен (њем. Hähnichen) општина је у њемачкој савезној држави Саксонија. Једно је од 59 општинских средишта округа Герлиц. Према процјени из 2010. у општини је живјело 1.430 становника. Посједује регионалну шифру (AGS) 14626160.

## Географски и демографски подаци
Хенихен се налази у савезној држави Саксонија у округу Герлиц. Општина се налази на надморској висини од 152 метра. Површина општине износи 49,6 km². У самом мјесту је, према процјени из 2010. године, живјело 1.430 становника. Просјечна густина становништва износи 29 становника/km².